# Ahmedra bakeri
Ahmedra bakeri är en insektsart som först beskrevs av Mahmood 1967.  Ahmedra bakeri ingår i släktet Ahmedra och familjen dvärgstritar. Inga underarter finns listade i Catalogue of Life.